# Кости (11-й сезон)
Одиннадцатый сезон американского детективного телесериала «Кости» о судебных антропологах из ФБР с Эмили Дешанель и Дэвидом Борианазом в главных ролях. Премьера одиннадцатого сезона состоялась на канале Fox 1 октября 2015 года, а заключительная серия вышла 21 июля 2016 года, состоит из 22 эпизодов.

## В ролях

### Основной состав
- Эмили Дешанель — доктор Темперанс «Кости» Бреннан
- Дэвид Борианаз — специальный агент Сили Бут
- Микаэла Конлин — Энджела Монтенегро
- Томас Джозеф Тайн — доктор Джек Ходжинс
- Тамара Тейлор — доктор Кэмилла «Кэм» Сароян
- Джон Бойд — агент Джеймс Обри

### Второстепенный состав
- Патриция Белчер — Кэролайн Джулиан
- Райан О’Нил — Макс Кинан
- Гил Дарнелл — Себастьян Коль
- Санни Пелант — Кристина Бут
- Сара Рю — Карен Делфс
- Ким Рейвер — агент Грейс Миллер
- Дилшад Вадсария — Падме Далай
- Гэвин Макинтош — Паркер Бут
- Эрик Миллеган — Зак Эдди

Интерны:
- Карла Галло — Дэйзи Вик
- Юджин Бирд — доктор Кларк Эдисон
- Майкл Грант Терри — Венделл Брэй
- Педж Вахдат — доктор Арасту Вазири
- Брайан Клугман — доктор Оливер Уэллс
- Игнасио Серричио — Родольфо Фуэнтес
- Лара Спенсер — Джессика Уоррен
- Джоэл Дэвид Мур — доктор Колин Фишер

## Эпизоды
| № общий | № в сезоне | Название                                                                   | Режиссёр       | Автор сценария             | Дата премьеры   | Произв. код | Зрители в США (млн) |
| --- | ---------- | -------------------------------------------------------------------------- | -------------- | -------------------------- | --------------- | ----------- | ------------------- |
| 213 | 1          | «The Loyalty in the Lie» «Верность во лжи»                                 | Рэнди Зиск     | Джонатан Коллир            | 1 октября 2015  | BAKY01      | 6,20                |
| Прошло шесть месяцев с тех пор, как Бут и Бреннан оставили свои должности в ФБР и институте Джефферсона. Бреннан родила второго ребёнка — мальчика, которого назвали Хэнком в честь дедушки Бута. Бут тренирует новых рекрутов ФБР. Команда Джефферсона обнаруживают тело, которое сожгли в машине, и поначалу идентифицируют его как Бута. Бреннан отправляется в институт, чтобы перепроверить эти данные. Тем временем Обри вынужден работать с агентом Миллером из внутренних расследований и одновременно искать пропавшего Бута. Интерн: Арасту Вазири.        |            |                                                                            |                |                            |                 |             |                     |
| 214 | 2          | «The Brother in the Basement» «Брат в подвале»                             | Дуайт Литтл    | Майкл Петерсон             | 8 октября 2015  | BAKY02      | 5,90                |
| В институте Джефферсона Бреннан окончательно уверяется, что тело принадлежит Буту, но только не Сили, а его младшему брату Джареду. Выясняется, что Джаред втянул Сили в опасную авантюру, его самого убили, а Сили серьёзно ранили. Обри и Кэролайн подозревают, что агент Миллер скрывает важную информацию, от которой напрямую зависит жизнь Бута. Из-за тяжёлого ранения у Бута остаётся всё меньше времени... Интерн: Арасту Вазири. |            |                                                                            |                |                            |                 |             |                     |
| 215 | 3          | «The Donor in the Drink» «Жертвенный напиток»                              | Майкл Ланж     | Хилари Уэйзман Грэм        | 15 октября 2015 | BAKY03      | 5,79                |
| Бут и Бреннан возвращаются на свои рабочие места в ФБР и институт Джефферсона соответственно. Они расследуют дело о смерти мужчины, которого обнаружили в рыбном хозяйстве и чьи органы были изъяты и проданы на чёрном рынке. Бут снова привыкает к работе в ФБР, где Обри занял его кабинет; вместе с тем он расстроен, что пепел его брата по всей видимости потеряли на почте. Тем временем Ходжинс уговаривает Энджелу устроить выставку её фотографий. Интерн: Венделл Брэй.                                                                                   |            |                                                                            |                |                            |                 |             |                     |
| 216 | 4          | «The Carpals in the Coy-Wolves» «Суставы в кой-волках»                     | Рэнди Зиск     | Джини Хонг                 | 22 октября 2015 | BAKY04      | 6,06                |
| Команда расследует смерть человека, чьи останки были съедены койотами. Они узнают, что он был вовлечён в конкурентный фэнтезийный футбол, в связи с чем появляются сразу несколько подозреваемых. Бреннан заручается поддержкой коллеги — судебного антрополога доктора Бэт Майер (Бетти Уайт), которая делает несколько значительных вкладов в расследование дела. Между тем Бреннан рассказывает Буту, что планирует в своём последнем романе убить персонажа, который с него списан; это вызывает недоумение и раздражение Бута. Интерн: Оливер Уэллс, Бэт Майер. |            |                                                                            |                |                            |                 |             |                     |
| 217 | 5          | «The Resurrection in the Remains» «Воскрешение в остатках»                 | Чад Лоу        | Мэри Трахан                | 29 октября 2015 | BAKY05      | 6,57                |
| Команда Джефферсона находят обезглавленный труп в церкви во время Хэллоуина. В расследовании им помогает агент ФБР Эбби Миллс (Николь Бехари) и Икабод Крейн (Том Мисон). Они обнаруживают, что убитый 200 лет назад человек связан их текущим расследованием убийства студентки-медика. Интерн: Венделл Брэй. Кроссовер с телесериалом «Сонная Лощина». Второй частью кроссовера является эпизод «Мертвецы не рассказывают сказки» третьего сезона «Сонной Лощины», в котором появляются Бут и Бреннан.                                                             |            |                                                                            |                |                            |                 |             |                     |
| 218 | 6          | «The Senator in the Street Sweeper» «Сенатор в уборочной машине»           | Стив Робин     | Эмили Сильвер              | 5 ноября 2015   | BAKY06      | 5,34                |
| Смерть американского сенатора приводит Бута и Бреннан к расследованию Капитолийском холме. Среди подозреваемых числятся жена убитого и парламентский организатор. Тем временем Кэролайн Джулиан заставляет Обри обратить внимание на стажёра Бреннан Джессику, заявляя, что он ей очень подходит. Обри начинает в этом сомневаться, обнаруживая некоторые факты из её прошлого. Также Обри рассказывает о своих политических амбициях — через десять лет он хочет быть сенатором.                                                                                    |            |                                                                            |                |                            |                 |             |                     |
| 219 | 7          | «The Promise in the Palace» «Перспективы во Дворце»                        | Жанно Шварц    | Джо Хортуа                 | 12 ноября 2015  | BAKY07      | 5,16                |
| Расследование смерти эскейполога, чьи останки нашли в лесу, приводит Бута и Бреннан в Волшебный Дворец, где работал погибший. Они находят несколько подозреваемых в кругу сообщества «магов». Тем временем Себастьян Коль возвращается, чтобы работать с Энджелой над её фотографиями, а позднее попросит Кэм пойти с ним на свидание. Интерн — Кларк Эдисон. |            |                                                                            |                |                            |                 |             |                     |
| 220 | 8          | «High Treason in the Holiday Season» «Государственная измена на каникулах» | Эн Рентон      | Джон Коуэн                 | 19 ноября 2015  | BAKY08      | 5,25                |
| Команда расследуют дело о смерти политического журналиста, который опубликовал документы, разоблачающие коррупцию в АНБ. В расследование вмешивается агент нацбезопасности. Между тем сын Бута Паркер возвращается из Лондона, а команда Джефферсона собирается вместе, чтобы отпраздновать День Благодарения. Интерн – Родольфо Фуэнтесом. |            |                                                                            |                |                            |                 |             |                     |
| 221 | 9          | «The Cowboy in the Contest» «Ковбой на конкурсе»                           | Чад Лоу        | Карин Розенталь            | 10 декабря 2015 | BAKY09      | 4,63                |
| Бут и Бреннан идут под прикрытием как Бак и Ванда на состязание по стрельбе в стиле Старого Запада. Одновременно пытаясь поймать убийцу, они также пытаются выиграть друг у друга на соревнованиях. Тем временем Кэм продолжает свои отношения с Себастьяном, а Ходжинс сообщает Энджеле, что пока не готов заводить ещё детей и счастлив с той семьёй, которая у него сейчас. Интерн — Дейзи Вик. |            |                                                                            |                |                            |                 |             |                     |
| 222 | 10         | «The Doom in the Boom» «Роковой взрыв»                                     | Майкл Ланж     | Кит Фоглесонг              | 10 декабря 2015 | BAKY10      | 4,42                |
| Тело полицейского, начинённое бомбой, детонирует на месте преступления, убивает нескольких полицейских и значительно ранит Обри и Ходжинса. Пока Ходжинс, казалось бы, выздоравливает быстро, Обри находится в критическом состоянии и нуждается в хирургической помощи. К Буту присоединяется поведенческий аналитик Лесли Грин, которая помогает с делом, а Арасту возвращается в институт Джефферсона, услышав о том, что произошло. Состояние Ходжинса резко ухудшается; в больнице команде сообщают, что его парализовало в результате травмы от взрыва.        |            |                                                                            |                |                            |                 |             |                     |
| 223 | 11         | «The Death in the Defense» «Смерть в обороне»                              | Арлин Сэнфорд  | Кендалл Сэнд               | 14 апреля 2016  | BAKY11      | 4,40                |
| Ходжинс медленно поправляется, однако реабилитация и вынужденное передвижение на инвалидной коляске сильно осложняет его жизнь как дома, так и на работе. Бреннан и Бут расследуют убийство государственного защитника; под подозрение попадают несколько его серьёзных врагов. Интерн — Вендел Брей. |            |                                                                            |                |                            |                 |             |                     |
| 224 | 12         | «The Murder of the Meninist» «Убийство в правозащитной организации»        | Иэн Тойнтон    | Хилари Уэйзман Грэм        | 21 апреля 2016  | BAKY12      | 4,38                |
| Команда расследует дело об убийстве основателя правозащитной организации, которая борется за права мужчин. Выясняется, что он, возможно, стал жертвой домашнего насилия. Узнавая больше об убеждениях членов организации, Бреннан всё больше теряет самообладание, что выливается в нападение на соучредителя организации во время допроса. Интерн — Родольфо Фуэнтес. |            |                                                                            |                |                            |                 |             |                     |
| 225 | 13         | «The Monster in the Closet» «Монстр в шкафу»                               | Рэнди Зиск     | Майкл Питерсон             | 28 апреля 2016  | BAKY13      | 4,38                |
| В парке найдено тело социального работника, над которым поработал таксидермист. Изучая повреждения на костях, Арасту Вазири вспоминает о погибшем с похожими травмами, который так и не был опознан. Это наводит команду на мысль о серийном убийце, делающем из своих жертв марионетки. |            |                                                                            |                |                            |                 |             |                     |
| 226 | 14         | «The Last Shot at a Second Chance» «Последний попытка второго шанса»       | Дэвид Гроссман | Эмили Сильвер              | 5 мая 2016      | BAKY14      | 4,29                |
| Оползень вынес на поверхность тело бывшей заключенной, похороненной в неглубокой могиле. Главным подозреваемым становится её дилер, с которым Бут подружился во время пребывания в тюрьме. После известия о том, что он больше не сможет ходить, Ходжинс пытается отталкивать Анжелу, а Обри переходит на следующий уровень отношений с Джессикой Уоррен. |            |                                                                            |                |                            |                 |             |                     |
| 227 | 15         | «The Fight in the Fixer» «Драка в детективном агентстве»                   | Сильвер Три    | Джо Хортуа                 | 12 мая 2016     | BAKY15      | 4,26                |
| В реке Потомак найдено замёрзшее тело человека, который занимался решением чужих проблем за деньги. Вскоре выясняется, что у погибшего была сомнительная репутация и большое количество врагов. Из его дел агент Обри получает неожиданную информацию о местонахождении своего отца. Интерн — Оливер Уэллс. |            |                                                                            |                |                            |                 |             |                     |
| 228 | 16         | «The Strike in the Chord» «Забастовка в хоре»                              | Майкл Ланж     | Яэль Зинков                | 19 мая 2016     | BAKY16      | 4,29                |
| В Линвудском университете находят тело солиста мужского хора акапелла, наполовину съеденное лабораторными крысами. Команда вскоре выясняет, что у жертвы были несколько врагов, недовольных тем, как он руководил хором. У доктора Бреннан появляется новый интерн Сэмми Миллс. |            |                                                                            |                |                            |                 |             |                     |
| 229 | 17         | «The Secret in the Service» «Секрет в службе»                              | Дуайт Литтл    | Кендалл Сэнд и Мэри Трахан | 26 мая 2016     | BAKY17      | 4,63                |
| Пьяный парень находит в лесу тело, которое пытаются растворить в кислоте, за что получает лопатой по голове. Погибший — агент секретной службы, прибывший в город проследить за безопасностью накануне приезда президента. Бреннан простужена и остается дома, а Бута отказываются допустить к расследованию, поскольку он является потомком Джона Уилкса Бута, убившего президента Линкольна. В качестве эксперта от Белого дома прислан доктор Колин Фишер. |            |                                                                            |                |                            |                 |             |                     |
| 230 | 18         | «The Movie in the Making» «Фильм в процессе съёмок»                        | Рэнди Зиск     | Кит Фоглесонг              | 2 июня 2016     | BAKY18      | 4,61                |
| Серия в формате телевизионного репортажа о работе команды Джефферсоновского института. Расследуется дело об убийстве молодого человека, чьё тело пролежало на свалке больше десяти лет. В перерывах между съёмками команда вспоминает всех, кого они потеряли за время работы в лаборатории. Кэм делает предложение Арасту Вазири. |            |                                                                            |                |                            |                 |             |                     |
| 231 | 19         | «The Head in the Abutment» «Голова в устое моста»                          | Иэн Тойнтон    | Джини Хонг                 | 16 июня 2016    | BAKY19      | 3,94                |
| Полиция находит в местной реке тело без головы. По имеющимся у погибшего травмам Бут узнаёт профессионального хоккеиста. А пока они с Обри разбираются в мире игроков, тренеров, владельцев клубов и хоккейных фанатов, Ходжинс и Оливер Уэллс пытаются с помощью квадрокоптера отыскать голову убитого. |            |                                                                            |                |                            |                 |             |                     |
| 232 | 20         | «The Stiff in the Cliff» «Труп в скале»                                    | Жанно Шварц    | Кэти Райкс и Керри Райкс   | 23 июня 2016    | BAKY20      | 4,51                |
| В Антарктиде найдено тело миллиардера Генри Чарльза, пропавшего во время экспедиции несколько лет назад. Бреннан сразу устанавливает, что он был убит, и отстраняет от работы над делом Кларка Эдисона, так как он был одним из членов экспедиции и теперь входит в число подозреваемых. В город приезжает сестра Кэм, чтобы помочь ей со свадьбой. Интерн — Вендел Брей. |            |                                                                            |                |                            |                 |             |                     |
| 233 | 21         | «The Jewel in the Crown» «Жемчужина в короне»                              | Дэвид Гроссман | Джон Коуэн                 | 14 июля 2016    | BAKY21      | 4,36                |
| На фабрике по переработке стеклотары найден труп с бриллиантом во рту. Тело принадлежит жене французского аристократа, которого подозревают в похищении драгоценностей. Тем временем агент Бут замечает, что у него появились проблемы с глазами, а доктор Ходжинс начинает думать, что его преследует призрак. Интерн — Дейзи Вик. |            |                                                                            |                |                            |                 |             |                     |
| 234 | 22         | «The Nightmare Within the Nightmare» «Кошмар внутри кошмара»               | Дэвид Борианаз | Майкл Питерсон             | 21 июля 2016    | BAKY22      | 3,74                |
| Бреннан мучат кошмары об обгоревшем человеке. Тем временем команда находит ещё одну жертву «Кукольника», которой он придал сходство с доктором Бреннан. Интерн — Вендел Брей. |            |                                                                            |                |                            |                 |             |                     |